# Anisarchus
Anisarchus – rodzaj morskich ryb okoniokształtnych z rodziny stychejkowatych (Stichaeidae).

## Zasięg występowania
Północny Pacyfik i północny Atlantyk.

## Klasyfikacja
Gatunki zaliczane do tego rodzaju:
- Anisarchus macrops
- Anisarchus medius – taśmiak średni[3]